# اپرای وحشت (آلبوم)
 «اپرای وحشت» آلبومی از هنرمند اهل یونان ونگلیس است که در سال ۱۹۷۹ میلادی منتشر شد.